# Littorella uniflora
Littorella uniflora é uma espécie de planta com flor pertencente à família Plantaginaceae. 
A autoridade científica da espécie é (L.) Asch., tendo sido publicada em Flora der Provinz Brandenburg 544. 1859.

## Portugal
Trata-se de uma espécie presente no território português, nomeadamente em Portugal Continental e no Arquipélago dos Açores.
Em termos de naturalidade é nativa das duas regiões atrás indicadas.

## Protecção
Não se encontra protegida por legislação portuguesa ou da Comunidade Europeia.